# Llista d'espècies de clubiònids
Aquesta és la llista d'espècies de clubiònids, una família d'aranyes araneomorfes incertae sedis. Conté la informació recollida fins al 2 de novembre de 2006 i hi ha citats 15 gèneres i 538 espècies; d'elles, 434 pertanyen al gènere Clubiona i 45 al gènere Elaver. La seva distribució és molt extensa, trobant-se pràcticament per tot el món excepte en una gran part d'Àfrica i Sud-amèrica.

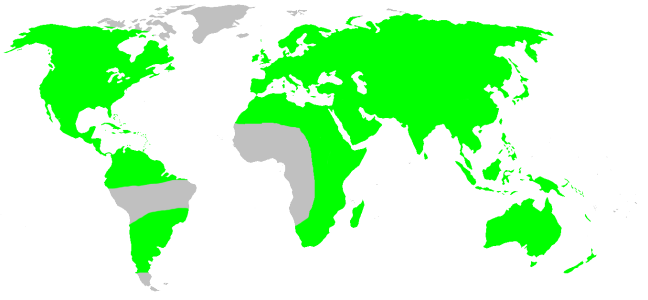
Distribució dels clubiònids

## Gèneres i espècies

### Alloclubionoides
Paik, 1992
- Alloclubionoides coreanus Paik, 1992 (Corea)

### Carteroniella
Strand, 1907
- Carteroniella macroclava Strand, 1907 (Sud-àfrica)

### Carteronius
Simon, 1897
- Carteronius argenticomus (Keyserling, 1877) (Madagascar)
- Carteronius fuscus Simon, 1896 (Maurici)
- Carteronius helluo Simon, 1896 (Sierra Leone)
- Carteronius vittiger Simon, 1896 (Madagascar)

### Clubiona
Latreille, 1804
- Clubiona abbajensis Strand, 1906 (Etiòpia, Somàlia, Àfrica Central i Oriental)
  - Clubiona abbajensis karisimbiensis Strand, 1916 (Àfrica Oriental)
  - Clubiona abbajensis kibonotensis Lessert, 1921 (Àfrica Oriental)
  - Clubiona abbajensis maxima Strand, 1906 (Etiòpia, Àfrica Oriental)
- Clubiona abboti L. Koch, 1866 (EUA, Canadà)
  - Clubiona abboti abbotoides Chamberlin & Ivie, 1946 (EUA)
- Clubiona acanthocnemis Simon, 1906 (Índia)
- Clubiona achilles Hogg, 1896 (Central Austràlia)
- Clubiona acies Nicolet, 1849 (Xile)
- Clubiona aciformis Zhang & Hu, 1991 (Xina)
- Clubiona adjacens Gertsch & Davis, 1936 (EUA)
- Clubiona aducta Simon, 1932 (Portugal, Espanya)
- Clubiona Àfricana Lessert, 1921 (Àfrica Oriental)
- Clubiona akagiensis Hayashi, 1985 (Japó)
- Clubiona alexeevi Mikhailov, 1990 (Rússia)
- Clubiona aliceae Chickering, 1937 (Panamà)
- Clubiona alluaudi Simon, 1898 (Maurici)
- Clubiona alpicola Kulczyn'ski, 1882 (Europa fins a l'Àsia central)
  - Clubiona alpicola affinis Schenkel, 1925 (Suïssa)
- Clubiona altissimoides Liu i cols., 2007 (Xina)
- Clubiona altissimus Hu, 2001 (Xina)
- Clubiona alveolata L. Koch, 1873 (Samoa, Funafuti, Illes Marqueses, Hawaii)
- Clubiona amurensis Mikhailov, 1990 (Rússia, Japó)
- Clubiona analis Thorell, 1895 (Índia, Bangladesh, Myanmar)
- Clubiona andreinii Caporiacco, 1936 (Itàlia)
- Clubiona angulata Dondale & Redner, 1976 (Canadà)
- Clubiona annuligera Lessert, 1929 (Congo, Mozambique)
- Clubiona anwarae Biswas & Raychaudhuri, 1996 (Bangladesh)
- Clubiona apiata Urquhart, 1893 (Tasmània)
- Clubiona applanata Liu i cols., 2007 (Xina)
- Clubiona aspidiphora Simon, 1910 (Namíbia)
- Clubiona asrevida Ono, 1992 (Taiwan)
- Clubiona auberginosa Zhang i cols., 1997 (Xina)
- Clubiona Austràliaca Kolosváry, 1934 (Nova Guinea)
- Clubiona baborensis Denis, 1937 (Algèria)
- Clubiona bagerhatensis Biswas & Raychaudhuri, 1996 (Bangladesh)
- Clubiona baimaensis Song & Zhu, 1991 (Xina)
- Clubiona baishishan Zhang, Zhu & Song, 2003 (Xina)
- Clubiona bakurovi Mikhailov, 1990 (Rússia, Xina, Corea)
- Clubiona bandoi Hayashi, 1995 (Japó)
- Clubiona basarukini Mikhailov, 1990 (Rússia, Mongòlia, Japó)
- Clubiona bashkirica Mikhailov, 1992 (Rússia)
- Clubiona bengalensis Biswas, 1984 (Índia)
- Clubiona bevisi Lessert, 1923 (Sud-àfrica)
- Clubiona biaculeata Simon, 1897 (Sud-àfrica)
- Clubiona biembolata Deeleman-Reinhold, 2001 (Borneo)
- Clubiona bifissurata Kritscher, 1966 (Nova Caledònia)
- Clubiona bishopi Edwards, 1958 (EUA, Canadà)
- Clubiona blesti Forster, 1979 (Nova Zelanda)
- Clubiona bonicula Ono, 1994 (Taiwan)
- Clubiona boxaensis Biswas & Biswas, 1992 (Índia)
- Clubiona brevipes Blackwall, 1841 (Europa fins a l'Àsia central)
- Clubiona bryantae Gertsch, 1941 (EUA, Canadà, Alaska)
- Clubiona bukaea (Barrion & Litsinger, 1995) (Filipines)
- Clubiona cada Forster, 1979 (Nova Zelanda)
- Clubiona caerulescens L. Koch, 1867 (Paleàrtic)
- Clubiona californica Fox, 1938 (EUA)
- Clubiona caliginosa Simon, 1932 (Alemanya)
- Clubiona cambridgei L. Koch, 1873 (Nova Zelanda)
- Clubiona canaca Berland, 1930 (Nova Caledònia)
- Clubiona canadensis Emerton, 1890 (EUA, Canadà)
- Clubiona canberrana Dondale, 1966 (Nova Gal·les del Sud)
- Clubiona candefacta Nicolet, 1849 (Xile)
- Clubiona capensis Simon, 1897 (Sud-àfrica)
- Clubiona caplandensis Strand, 1907 (Sud-àfrica)
- Clubiona catawba Gertsch, 1941 (EUA)
- Clubiona chabarovi Mikhailov, 1991 (Rússia)
- Clubiona chakrabartei Majumder & Tikader, 1991 (Índia)
- Clubiona charitonovi Mikhailov, 1990 (Rússia)
- Clubiona charleneae Barrion & Litsinger, 1995 (Filipines)
- Clubiona chathamensis Simon, 1905 (Illes Chatham)
- Clubiona chevalieri Berland, 1936 (Illes Cap Verd)
- Clubiona chikunii Hayashi, 1986 (Japó)
- Clubiona chippewa Gertsch, 1941 (EUA, Canadà)
- Clubiona circulata Zhang & Yin, 1998 (Xina)
- Clubiona cirrosa Ono, 1989 (Illes Ryukyu)
- Clubiona citricolor Lawrence, 1952 (Sud-àfrica)
- Clubiona clima Forster, 1979 (Nova Zelanda)
- Clubiona complicata Banks, 1898 (Mèxic)
- Clubiona comta C. L. Koch, 1839 (Europa, Rússia, Àfrica del Nord)
- Clubiona concinna (Thorell, 1887) (Myanmar)
- Clubiona congentilis Kulczyn'ski, 1913 (Europa fins a l'Àsia central)
- Clubiona consensa Forster, 1979 (Nova Zelanda)
- Clubiona contaminata O. P.-Cambridge, 1872 (Israel)
- Clubiona contrita Forster, 1979 (Nova Zelanda)
- Clubiona convoluta Forster, 1979 (Nova Zelanda)
- Clubiona coreana Paik, 1990 (Rússia, Xina, Corea)
- Clubiona corrugata Bösenberg & Strand, 1906 (Rússia, Xina, Corea, Japó)
- Clubiona corticalis (Walckenaer, 1802) (Europa fins a l'Àsia central)
  - Clubiona corticalis concolor Kulczyn'ski, 1897 (Hongria)
  - Clubiona corticalis nigra Simon, 1878 (Europa)
- Clubiona crouxi Caporiacco, 1935 (Karakorum)
- Clubiona cycladata Simon, 1909 (Oest d'Austràlia)
- Clubiona cylindrata Liu i cols., 2007 (Xina)
- Clubiona damirkovaci Deeleman-Reinhold, 2001 (Malàisia)
- Clubiona debilis Nicolet, 1849 (Xile)
- Clubiona decora Blackwall, 1859 (Madeira, Açores, Balcans)
- Clubiona deletrix O. P.-Cambridge, 1885 (Índia, Xina, Taiwan, Japó)
- Clubiona delicata Forster, 1979 (Nova Zelanda)
- Clubiona desecheonis Petrunkevitch, 1930 (Puerto Rico)
- Clubiona deterrima Strand, 1904 (Noruega)
- Clubiona didentata Zhang & Yin, 1998 (Xina)
- Clubiona dikita Barrion & Litsinger, 1995 (Filipines)
- Clubiona diniensis Simon, 1878 (Portugal, Espanya, França, Alemanya)
- Clubiona distincta Thorell, 1887 (Myanmar)
- Clubiona diversa O. P.-Cambridge, 1862 (Paleàrtic)
- Clubiona drassodes O. P.-Cambridge, 1874 (Índia, Bangladesh, Xina)
- Clubiona dubia O. P.-Cambridge, 1869 (Santa Helena)
- Clubiona dunini Mikhailov, 2003 (Rússia)
- Clubiona duoconcava Zhang & Hu, 1991 (Xina)
- Clubiona durbana Roewer, 1951 (Sud-àfrica)
- Clubiona dyÀsia Gertsch, 1941 (EUA)
- Clubiona dysderiformis (Guérin, 1838) (Nova Guinea)
- Clubiona elaphines Urquhart, 1893 (Tasmània)
- Clubiona ericius Chrysanthus, 1967 (Nova Guinea)
- Clubiona eskovi Mikhailov, 1995 (Rússia)
- Clubiona estes Edwards, 1958 (EUA)
- Clubiona esuriens Thorell, 1897 (Myanmar)
- Clubiona evoronensis Mikhailov, 1995 (Rússia)
- Clubiona excavata (Rainbow, 1920) (Illa Lord Howe)
- Clubiona excisa O. P.-Cambridge, 1898 (Mèxic)
- Clubiona ezoensis Hayashi, 1987 (Rússia, Japó)
- Clubiona facilis O. P.-Cambridge, 1910 (Anglaterra (introduïda))
- Clubiona falcate Tang, Song & Zhu, 2005 (Xina)
- Clubiona filicata O. P.-Cambridge, 1874 (Índia, Bangladesh, Pakistan, Xina)
- Clubiona filoramula Zhang & Yin, 1998 (Xina)
- Clubiona flavocincta Nicolet, 1849 (Xile)
- Clubiona forcipa Yang, Song & Zhu, 2003 (Xina)
- Clubiona frisia Wunderlich & Schuett, 1995 (Europa fins a l'Àsia central)
- Clubiona frutetorum L. Koch, 1867 (Europa fins a l'Àsia central)
- Clubiona furcata Emerton, 1919 (Amèrica del Nord, Rússia)
- Clubiona fusoidea Zhang, 1992 (Xina)
- Clubiona fuzhouensis Gong, 1985 (Xina)
- Clubiona gallagheri Barrion & Litsinger, 1995 (Indonèsia)
- Clubiona genevensis L. Koch, 1866 (Paleàrtic)
- Clubiona germanica Thorell, 1871 (Paleàrtic)
- Clubiona gertschi Edwards, 1958 (EUA)
- Clubiona gilva O. P.-Cambridge, 1872 (Israel)
- Clubiona giulianetti Rainbow, 1898 (Nova Guinea)
- Clubiona glatiosa Saito, 1934 (Japó)
- Clubiona godfreyi Lessert, 1921 (Àfrica Oriental)
- Clubiona golovatchi Mikhailov, 1990 (Rússia, Àsia central)
- Clubiona gongi Zhang i cols., 1997 (Xina)
- Clubiona governetonis Roewer, 1928 (Creta)
- Clubiona guianensis Caporiacco, 1947 (Guyana)
- Clubiona haeinsensis Paik, 1990 (Rússia, Xina, Corea, Japó)
- Clubiona haplotarsa Simon, 1910 (Sao Tomé)
- Clubiona hatamensis (Thorell, 1891) (Nova Guinea)
- Clubiona haupti Tang, Song & Zhu, 2005 (Xina)
- Clubiona hedini Schenkel, 1936 (Xina)
- Clubiona helenae Mikhailov, 2003 (Rússia)
- Clubiona helva Simon, 1897 (Sud-àfrica)
- Clubiona heteroducta Zhang & Yin, 1998 (Xina)
- Clubiona heterosaca Yin i cols., 1996 (Xina)
- Clubiona hilaris Simon, 1878 (Europa)
- Clubiona hindu Deeleman-Reinhold, 2001 (Bali)
- Clubiona hitchinsi Saaristo, 2002 (Seychelles)
- Clubiona hoffmanni Schenkel, 1937 (Madagascar)
- Clubiona hugispaa Barrion & Litsinger, 1995 (Filipines)
- Clubiona hugisva Barrion & Litsinger, 1995 (Filipines)
- Clubiona hummeli Schenkel, 1936 (Rússia, Xina, Corea)
- Clubiona hundeshageni Strand, 1907 (Moluques)
- Clubiona huttoni Forster, 1979 (Nova Zelanda)
- Clubiona hwanghakensis Paik, 1990 (Corea)
- Clubiona hyrcanica Mikhailov, 1990 (Azerbaijan)
- Clubiona hysgina Simon, 1889 (Índia)
- Clubiona hystrix Berland, 1938 (Lesser Illes Sunda, Noves Hèbrides)
- Clubiona iharai Ono, 1995 (Japó)
- Clubiona ikedai Ono, 1992 (Japó)
- Clubiona inaensis Hayashi, 1989 (Japó)
- Clubiona inquilina Deeleman-Reinhold, 2001 (Borneo)
- Clubiona insulana Ono, 1989 (Taiwan, Illes Ryukyu)
- Clubiona interjecta L. Koch, 1879 (Rússia, Mongòlia, Xina)
- Clubiona irinae Mikhailov, 1991 (Rússia, Xina, Corea)
- Clubiona janae Edwards, 1958 (EUA)
- Clubiona japonica L. Koch, 1878 (Rússia, Xina, Corea, Taiwan, Japó)
- Clubiona japonicola Bösenberg & Strand, 1906 (Rússia fins a les Filipines, Indonèsia)
- Clubiona jiulongensis Zhang, Yin & Kim, 1996 (Xina)
- Clubiona johnsoni Gertsch, 1941 (EUA, Canadà)
- Clubiona jucunda (Karsch, 1879) (Rússia, Xina, Corea, Taiwan, Japó)
- Clubiona juvenis Simon, 1878 (Paleàrtic)
- Clubiona kagani Gertsch, 1941 (EUA)
- Clubiona kaltenbachi Kritscher, 1966 (Nova Caledònia)
- Clubiona kapataganensis Barrion & Litsinger, 1995 (Filipines)
- Clubiona kasanensis Paik, 1990 (Corea, Japó)
- Clubiona kastoni Gertsch, 1941 (EUA, Canadà, Alaska)
- Clubiona kasurensis Mukhtar & Mushtaq, 2005 (Pakistan)
- Clubiona katioryza Barrion & Litsinger, 1995 (Filipines)
- Clubiona kayashimai Ono, 1994 (Taiwan)
- Clubiona kiboschensis Lessert, 1921 (Àfrica Oriental)
- Clubiona kigabensis Strand, 1915 (Àfrica Oriental)
- Clubiona kimyongkii Paik, 1990 (Rússia, Xina, Corea)
- Clubiona kiowa Gertsch, 1941 (Amèrica del Nord)
- Clubiona komissarovi Mikhailov, 1992 (Rússia, Corea)
- Clubiona kowong Chrysanthus, 1967 (Nova Guinea)
- Clubiona krisisensis Barrion & Litsinger, 1995 (Filipines, Borneo)
- Clubiona kropfi Zhang, Zhu & Song, 2003 (Xina)
- Clubiona kuanshanensis Ono, 1994 (Taiwan)
- Clubiona kularensis Marusik & Koponen, 2002 (Rússia)
- Clubiona kulczynskii Lessert, 1905 (Holàrtic)
- Clubiona kumadaorum Ono, 1992 (Japó)
- Clubiona kunashirensis Mikhailov, 1990 (Rússia, Japó)
- Clubiona kurenshikovi Mikhailov, 1995 (Rússia)
- Clubiona kurilensis Bösenberg & Strand, 1906 (Rússia, Xina, Corea, Japó)
- Clubiona kurosawai Ono, 1986 (Taiwan, Japó)
- Clubiona langei Mikhailov, 1991 (Rússia)
- Clubiona latericia Kulczyn'ski, 1926 (Rússia, Alaska)
- Clubiona laticeps O. P.-Cambridge, 1885 (Yarkand)
- Clubiona latitans Pavesi, 1883 (Etiòpia, Somàlia)
- Clubiona laudabilis Simon, 1909 (Oest d'Austràlia)
- Clubiona laudata O. P.-Cambridge, 1885 (Yarkand)
- Clubiona lawrencei Roewer, 1951 (Sud-àfrica)
- Clubiona lena Bösenberg & Strand, 1906 (Xina, Corea, Japó)
- Clubiona leonilae Barrion & Litsinger, 1995 (Filipines)
- Clubiona leptosa Zhang i cols., 1997 (Xina)
- Clubiona leucaspis Simon, 1932 (Oestern, Europa central, Algèria)
- Clubiona limpida Simon, 1897 (Sud-àfrica)
- Clubiona limpidella Strand, 1907 (Sud-àfrica)
- Clubiona linea Xie i cols., 1996 (Xina)
- Clubiona linzhiensis Hu, 2001 (Xina)
- Clubiona lirata Yang, Song & Zhu, 2003 (Xina)
- Clubiona littoralis Banks, 1895 (EUA, Canadà)
- Clubiona logunovi Mikhailov, 1990 (Rússia)
- Clubiona longipes Nicolet, 1849 (Xile)
- Clubiona luapalana Giltay, 1935 (Congo)
- Clubiona ludhianaensis Tikader, 1976 (Índia, Bangladesh)
- Clubiona lutescens Oestring, 1851 (Holàrtic)
- Clubiona lyriformis Song & Zhu, 1991 (Xina)
- Clubiona maculata Roewer, 1951 (Queensland)
- Clubiona mahensis Simon, 1893 (Seychelles)
- Clubiona mandibularis Lucas, 1846 (Algèria)
- Clubiona mandschurica Schenkel, 1953 (Rússia, Xina, Corea, Japó)
- Clubiona manshanensis Zhu & An, 1988 (Xina)
- Clubiona maracandica Kroneberg, 1875 (Uzbekistan, Kashmir)
- Clubiona maritima L. Koch, 1867 (EUA, Canadà, Índies Occidentals)
- Clubiona marmorata L. Koch, 1866 (Europa)
- Clubiona marna Roddy, 1966 (EUA)
- Clubiona marusiki Mikhailov, 1990 (Rússia)
- Clubiona maya Hayashi & Yoshida, 1991 (Japó)
- Clubiona maysangarta Barrion & Litsinger, 1995 (Filipines)
- Clubiona mayumiae Ono, 1993 (Rússia, Corea, Japó)
- Clubiona mazandaranica Mikhailov, 2003 (Azerbaijan, Iran)
- Clubiona medog Zhang i cols., 2007 (Xina)
- Clubiona melanosticta Thorell, 1890 (Sumatra, Krakatoa, Nova Guinea)
- Clubiona melanothele Thorell, 1895 (Myanmar, Sumatra)
- Clubiona meraukensis Chrysanthus, 1967 (Nova Guinea)
- Clubiona microsapporensis Mikhailov, 1990 (Rússia, Corea)
- Clubiona mikhailovi Deeleman-Reinhold, 2001 (Java)
- Clubiona mimula Chamberlin, 1928 (EUA, Canadà)
- Clubiona minor Wunderlich, 1987 (Illes Canàries)
- Clubiona minuscula Nicolet, 1849 (Xile)
- Clubiona minuta Nicolet, 1849 (Xile)
- Clubiona mixta Emerton, 1890 (EUA, Canadà)
- Clubiona modesta L. Koch, 1873 (Queensland)
- Clubiona moesta Banks, 1896 (EUA, Canadà, Alaska, Xina)
- Clubiona moralis Song & Zhu, 1991 (Xina)
- Clubiona mordica O. P.-Cambridge, 1898 (Mèxic)
- Clubiona mujibari Biswas & Raychaudhuri, 1996 (Bangladesh)
- Clubiona munda Thorell, 1887 (Myanmar)
- Clubiona munis Simon, 1909 (Oest d'Austràlia)
- Clubiona mutata Gertsch, 1941 (EUA, Canadà)
- Clubiona mutilata Bösenberg & Strand, 1906 (Japó)
- Clubiona mykolai Mikhailov, 2003 (Ucraïna)
- Clubiona natalica Simon, 1897 (Sud-àfrica)
- Clubiona neglecta O. P.-Cambridge, 1862 (Paleàrtic)
- Clubiona neglectoides Bösenberg & Strand, 1906 (Xina, Corea, Japó)
- Clubiona nemorum Ledoux, 2004 (Réunion)
- Clubiona nenilini Mikhailov, 1995 (Rússia)
- Clubiona neocaledonica Berland, 1924 (Nova Caledònia)
- Clubiona newnani Ivie & Barrows, 1935 (EUA)
- Clubiona nicholsi Gertsch, 1941 (EUA)
- Clubiona nicobarensis Tikader, 1977 (Illes Nicobar)
- Clubiona nigromaculosa Blackwall, 1877 (Seychelles, Réunion)
- Clubiona nilgherina Simon, 1906 (Índia)
- Clubiona ningpoensis Schenkel, 1944 (Xina)
- Clubiona nollothensis Simon, 1910 (Namíbia)
- Clubiona norvegica Strand, 1900 (Holàrtic)
- Clubiona notabilis L. Koch, 1873 (Queensland)
- Clubiona obesa Hentz, 1847 (EUA, Canadà)
- Clubiona odelli Edwards, 1958 (EUA)
- Clubiona odesanensis Paik, 1990 (Rússia, Xina, Corea)
- Clubiona ogatai Ono, 1995 (Japó)
- Clubiona oligerae Mikhailov, 1995 (Rússia)
- Clubiona opeongo Edwards, 1958 (Canadà)
- Clubiona orientalis Mikhailov, 1995 (North Corea)
- Clubiona oteroana Gertsch, 1941 (EUA)
- Clubiona ovalis Zhang, 1991 (Xina)
- Clubiona pacifica Banks, 1896 (EUA, Canadà, Alaska)
- Clubiona pahilistapyasea Barrion & Litsinger, 1995 (Tailàndia, Borneo, Filipines)
- Clubiona paiki Mikhailov, 1991 (Rússia)
- Clubiona pala Deeleman-Reinhold, 2001 (Moluques)
- Clubiona pallidula (Clerck, 1757) (Holàrtic)
- Clubiona pantherina Chrysanthus, 1967 (Nova Guinea)
- Clubiona papillata Schenkel, 1936 (Rússia, Xina, Corea)
- Clubiona papuana Chrysanthus, 1967 (Nova Guinea)
- Clubiona paralena Mikhailov, 1995 (North Corea)
- Clubiona parallela Hu & Li, 1987 (Xina)
- Clubiona parallelos Yin i cols., 1996 (Xina)
- Clubiona paranghinlalakirta Barrion & Litsinger, 1995 (Filipines)
- Clubiona parangunikarta Barrion & Litsinger, 1995 (Filipines)
- Clubiona parconcinna Deeleman-Reinhold, 2001 (Tailàndia, Borneo)
- Clubiona parvula Saito, 1933 (Japó)
- Clubiona pashabhaii Patel & Patel, 1973 (Índia)
- Clubiona peculiaris L. Koch, 1873 (Nova Zelanda)
- Clubiona phansa Strand, 1911 (Illes Aru)
- Clubiona phragmitis C. L. Koch, 1843 (Paleàrtic)
- Clubiona phragmitoides Schenkel, 1963 (Xina)
- Clubiona picturata Deeleman-Reinhold, 2001 (Bali)
- Clubiona pikei Gertsch, 1941 (EUA, Canadà)
- Clubiona plumbi Gertsch, 1941 (EUA)
- Clubiona pogonias Simon, 1906 (Índia)
- Clubiona pomoa Gertsch, 1941 (EUA)
- Clubiona pongolensis Lawrence, 1952 (Sud-àfrica)
- Clubiona pototanensis Barrion & Litsinger, 1995 (Filipines)
- Clubiona praematura Emerton, 1909 (Amèrica del Nord, Rússia)
- Clubiona procera Chrysanthus, 1967 (Nova Guinea)
- Clubiona procteri Gertsch, 1941 (EUA)
- Clubiona producta Forster, 1979 (Nova Zelanda)
- Clubiona propinqua L. Koch, 1879 (Rússia, North Corea)
- Clubiona proszynskii Mikhailov, 1995 (North Corea)
- Clubiona pruvotae Berland, 1930 (Nova Caledònia)
- Clubiona pseudogermanica Schenkel, 1936 (Rússia, Xina, Corea, Japó)
- Clubiona pseudomaxillata Hogg, 1915 (Nova Guinea)
- Clubiona pseudominor Wunderlich, 1987 (Illes Canàries)
- Clubiona pseudoneglecta Wunderlich, 1994 (Europa fins a l'Àsia central)
- Clubiona pseudosaxatilis Mikhailov, 1992 (Rússia, Kazakhstan)
- Clubiona pseudosimilis Mikhailov, 1990 (Rússia, Àsia central)
- Clubiona pseudopteroneta Raven & Stumkat, 2002 (Queensland)
- Clubiona pterogona Yang, Song & Zhu, 2003 (Xina)
- Clubiona pteronetoides Deeleman-Reinhold, 2001 (Tailàndia)
- Clubiona puera Nicolet, 1849 (Xile)
- Clubiona pupillaris Lawrence, 1938 (Sud-àfrica)
- Clubiona pupula Thorell, 1897 (Myanmar)
- Clubiona pygmaea Banks, 1892 (EUA, Canadà)
- Clubiona pyrifera Schenkel, 1936 (Xina)
- Clubiona quebecana Dondale & Redner, 1976 (EUA, Canadà)
- Clubiona qini Tang, Song & Zhu, 2005 (Xina)
- Clubiona qiyunensis Xu, Yang & Song, 2003 (Xina)
- Clubiona rainbowi Roewer, 1951 (Illa Lord Howe)
- Clubiona ramoiensis (Thorell, 1881) (Nova Guinea)
- Clubiona rava Simon, 1886 (Senegal)
- Clubiona reclEUA O. P.-Cambridge, 1863 (Paleàrtic)
- Clubiona rethymnonis Roewer, 1928 (Creta)
- Clubiona revillioidi Lessert, 1936 (Sud-àfrica, Mozambique)
- Clubiona rhododendri Barrows, 1945 (EUA)
- Clubiona rileyi Gertsch, 1941 (EUA)
- Clubiona riparia L. Koch, 1866 (Rússia, Mongòlia, Xina, Japó, Amèrica del Nord)
- Clubiona risbeci Berland, 1930 (Nova Caledònia)
- Clubiona rivalis Pavesi, 1883 (Etiòpia)
- Clubiona robusta L. Koch, 1873 (Austràlia)
- Clubiona roeweri Caporiacco, 1940 (Etiòpia)
- Clubiona rosserae Locket, 1953 (Paleàrtic)
- Clubiona rostrata Paik, 1985 (Rússia, Xina, Corea, Japó)
- Clubiona rothschildi Berland, 1922 (Etiòpia)
- Clubiona ruandana Strand, 1916 (Àfrica Oriental)
- Clubiona ruffoi Caporiacco, 1940 (Itàlia)
- Clubiona rumpiana Lawrence, 1952 (Sud-àfrica)
- Clubiona rybini Mikhailov, 1992 (Kazakhstan, Kirguizstan)
- Clubiona ryukyuensis Ono, 1989 (Illes Ryukyu)
- Clubiona saltitans Emerton, 1919 (EUA, Canadà)
- Clubiona saltuum Kulczyn'ski, 1898 (Àustria)
- Clubiona samoensis Berland, 1929 (Samoa, Tahití, Rapa)
- Clubiona sapporensis Hayashi, 1986 (Rússia, Corea, Japó)
- Clubiona saurica Mikhailov, 1992 (Kazakhstan)
- Clubiona savesi Berland, 1930 (Nova Caledònia)
- Clubiona saxatilis L. Koch, 1866 (Europa)
- Clubiona scandens Deeleman-Reinhold, 2001 (Borneo)
- Clubiona scatula Forster, 1979 (Nova Zelanda)
- Clubiona scenica Nicolet, 1849 (Xile)
- Clubiona semicircularis Tang, Song & Zhu, 2005 (Xina)
- Clubiona sertungensis Hayashi, 1996 (Krakatoa)
- Clubiona shillongensis Majumder & Tikader, 1991 (Índia)
- Clubiona sichotanica Mikhailov, 2003 (Rússia)
- Clubiona sigillata Lawrence, 1952 (Sud-àfrica)
- Clubiona silvestris Deeleman-Reinhold, 2001 (Borneo)
- Clubiona similis L. Koch, 1867 (Paleàrtic)
- Clubiona sjostedti Lessert, 1921 (Àfrica Oriental)
  - Clubiona sjostedti spinigera Lessert, 1921 (Àfrica Oriental)
- Clubiona sopaikensis Paik, 1990 (Rússia, Corea)
- Clubiona sparassella Strand, 1909 (Sud-àfrica)
- Clubiona spiralis Emerton, 1909 (EUA, Canadà)
- Clubiona stagnatilis Kulczyn'ski, 1897 (Paleàrtic)
- Clubiona stiligera Deeleman-Reinhold, 2001 (Sumatra)
- Clubiona straminea O. P.-Cambridge, 1872 (Israel)
- Clubiona subborealis Mikhailov, 1992 (Rússia)
- Clubiona submaculata (Thorell, 1891) (Illes Nicobar)
- Clubiona subnotabilis Strand, 1907 (Austràlia)
- Clubiona subparallela Zhang i cols., 2007 (Xina)
- Clubiona subrostrata Zhang & Hu, 1991 (Xina)
- Clubiona subsultans Thorell, 1875 (Paleàrtic)
- Clubiona subtilis L. Koch, 1867 (Paleàrtic)
- Clubiona subtrivialis Strand, 1906 (Etiòpia, Àfrica Oriental)
- Clubiona sulla Bösenberg & Strand, 1906 (Japó)
- Clubiona tabupumensis Petrunkevitch, 1914 (Myanmar)
- Clubiona taiwanica Ono, 1994 (Taiwan)
- Clubiona tanikawai Ono, 1989 (Taiwan, Illes Ryukyu)
- Clubiona tateyamensis Hayashi, 1989 (Japó)
- Clubiona tenera (Thorell, 1890) (Sumatra, Java)
- Clubiona ternatensis (Thorell, 1881) (Moluques)
- Clubiona terrestris Oestring, 1851 (Europa)
- Clubiona thorelli Roewer, 1951 (Sumatra)
- Clubiona tiantongensis Zhang, Yin & Kim, 1996 (Xina)
- Clubiona tikaderi Majumder & Tikader, 1991 (Índia)
- Clubiona tongdaoensis Zhang i cols., 1997 (Xina)
- Clubiona topakea Barrion & Litsinger, 1995 (Filipines)
- Clubiona torta Forster, 1979 (Nova Zelanda)
- Clubiona tortuosa Zhang & Yin, 1998 (Xina)
- Clubiona transbaicalica Mikhailov, 1992 (Rússia)
- Clubiona transversa Zhang & Yin, 1998 (Xina)
- Clubiona trivialis C. L. Koch, 1843 (Holàrtic)
- Clubiona tsurEUAkii Hayashi, 1987 (Rússia, Japó)
- Clubiona uenoi Ono, 1986 (Japó)
- Clubiona umbilensis Lessert, 1923 (Sud-àfrica)
- Clubiona unanoa Barrion & Litsinger, 1995 (Filipines)
- Clubiona unikarta Barrion & Litsinger, 1995 (Filipines)
- Clubiona upoluensis Marples, 1964 (Samoa)
- Clubiona vachoni Lawrence, 1952 (Sud-àfrica)
- Clubiona vacuna L. Koch, 1873 (Nova Guinea, Queensland)
- Clubiona valens Simon, 1897 (Sud-àfrica)
- Clubiona vegeta Simon, 1918 (Europa, Àsia central, Àfrica del Nord, Illes Canàries)
- Clubiona venatoria Rainbow & Pulleine, 1920 (Illa Lord Howe)
- Clubiona venEUAe Barrion & Litsinger, 1995 (Filipines)
- Clubiona venusta Paik, 1985 (Corea)
- Clubiona Victòriaensis Barrion & Litsinger, 1995 (Filipines)
- Clubiona vigil Karsch, 1879 (Rússia, Corea, Japó)
- Clubiona vigillella Strand, 1918 (Japó)
- Clubiona violaceovittata Schenkel, 1936 (Xina)
- Clubiona viridula Ono, 1989 (Tailàndia, Illes Ryukyu, Lesser Illes Sunda)
- Clubiona wolongica Zhu & An, 1999 (Xina)
- Clubiona wunderlichi Mikhailov, 1992 (Mongòlia)
- Clubiona yaginumai Hayashi, 1989 (Taiwan, Japó)
- Clubiona yangmingensis Hayashi & Yoshida, 1993 (Taiwan)
- Clubiona yaroslavi Mikhailov, 2003 (Rússia)
- Clubiona yasudai Ono, 1991 (Japó)
- Clubiona yoshidai Hayashi, 1989 (Japó)
- Clubiona zacharovi Mikhailov, 1991 (Rússia, Corea)
- Clubiona zandstrai Barrion & Litsinger, 1995 (Filipines)
- Clubiona zhangmuensis Hu & Li, 1987 (Xina)
- Clubiona zhui Xu, Yang & Song, 2003 (Xina)
- Clubiona zilla Dönitz & Strand, 1906 (Japó)
- Clubiona zimmermanni Marples, 1964 (Samoa)
- Clubiona zyuzini Mikhailov, 1995 (Rússia)

### Clubionina
Berland, 1947
- Clubionina pallida Berland, 1947 (St. Paul)

### Dorymetaecus
Rainbow, 1920
- Dorymetaecus spinnipes Rainbow, 1920 (Illa Lord Howe)

### Elaver
O. P.-Cambridge, 1898
- Elaver achuca (Roddy, 1966) (EUA)
- Elaver barroana (Chickering, 1937) (Panamà)
- Elaver brevipes (Keyserling, 1891) (Brasil, Argentina)
- Elaver calcarata (Kraus, 1955) (El Salvador)
- Elaver carlota (Bryant, 1940) (Cuba)
- Elaver chisosa (Roddy, 1966) (EUA)
- Elaver crinophora (Franganillo, 1934) (Cuba)
- Elaver crocota (O. P.-Cambridge, 1896) (Mèxic)
- Elaver cubana (Roewer, 1951) (Cuba)
- Elaver depuncta O. P.-Cambridge, 1898 (Mèxic)
- Elaver dorotheae (Gertsch, 1935) (EUA)
- Elaver elaver (Bryant, 1940) (Cuba)
- Elaver excepta (L. Koch, 1866) (EUA, Canadà, Índies Occidentals)
- Elaver exempta (Gertsch & Davis, 1940) (Mèxic)
- Elaver grandivulva (Mello-Leitão, 1930) (Brasil)
- Elaver hortoni (Chickering, 1937) (Panamà)
- Elaver implicata (Gertsch, 1941) (Hispaniola)
- Elaver juana (Bryant, 1940) (Cuba)
- Elaver kawitpaaia (Barrion & Litsinger, 1995) (Filipines)
- Elaver kohlsi (Gertsch & Jellison, 1939) (EUA)
- Elaver languida (Gertsch, 1941) (Costa Rica)
- Elaver linguata (F. O. P.-Cambridge, 1900) (Guatemala)
- Elaver lutescens (Schmidt, 1971) (Panamà fins a Brasil)
- Elaver madera (Roddy, 1966) (EUA)
- Elaver mulaiki (Gertsch, 1935) (EUA)
- Elaver multinotata (Chickering, 1937) (Panamà)
- Elaver orvillei (Chickering, 1937) (Panamà)
- Elaver placida O. P.-Cambridge, 1898 (Mèxic)
- Elaver portoricensis (Petrunkevitch, 1930) (Puerto Rico)
- Elaver quadrata (Kraus, 1955) (El Salvador)
- Elaver richardi (Gertsch, 1941) (Hondures)
- Elaver sericea O. P.-Cambridge, 1898 (Mèxic, Panamà)
- Elaver sigillata (Petrunkevitch, 1925) (Panamà)
- Elaver simplex (O. P.-Cambridge, 1896) (Guatemala)
- Elaver tenera (Franganillo, 1935) (Cuba)
- Elaver tenuis (Franganillo, 1935) (Cuba)
- Elaver texana (Gertsch, 1933) (EUA)
- Elaver tigrinella (Roewer, 1951) (Mèxic, Costa Rica)
- Elaver tricuspis (F. O. P.-Cambridge, 1900) (Guatemala)
- Elaver tristani (Banks, 1909) (Costa Rica)
- Elaver tumivulva (Banks, 1909) (Costa Rica)
- Elaver turongdaliriana (Barrion & Litsinger, 1995) (Filipines)
- Elaver valvula (F. O. P.-Cambridge, 1900) (Panamà fins a Brasil, Cuba)
- Elaver vulnerata (Kraus, 1955) (El Salvador)
- Elaver wheeleri (Roewer, 1933) (Mèxic)

### Malamatidia
Deeleman-Reinhold, 2001
- Malamatidia bohorokensis Deeleman-Reinhold, 2001 (Sumatra, Borneo)
- Malamatidia thorelli Deeleman-Reinhold, 2001 (Sulawesi)
- Malamatidia vethi Deeleman-Reinhold, 2001 (Malàisia, Borneo)

### Matidia
Thorell, 1878
- Matidia bipartita Deeleman-Reinhold, 2001 (Moluques)
- Matidia calcarata Thorell, 1878 (Amboina)
- Matidia chlora Chrysanthus, 1967 (Nova Guinea)
- Matidia flagellifera Simon, 1897 (Sri Lanka)
- Matidia incurvata Reimoser, 1934 (Índia)
- Matidia mas Deeleman-Reinhold, 2001 (Tailàndia)
- Matidia muju Chrysanthus, 1967 (Nova Guinea)
- Matidia paranga (Barrion & Litsinger, 1995) (Filipines)
- Matidia simia Deeleman-Reinhold, 2001 (Sulawesi)
- Matidia simplex Simon, 1897 (Sri Lanka)
- Matidia trinotata Thorell, 1890 (Malàisia)
- Matidia virens Thorell, 1878 (Moluques, Sulawesi)
- Matidia viridissima Strand, 1911 (Illes Aru)

### Nusatidia
Deeleman-Reinhold, 2001
- Nusatidia aeria (Simon, 1897) (Borneo)
- Nusatidia bimaculata (Simon, 1897) (Sri Lanka)
- Nusatidia borneensis Deeleman-Reinhold, 2001 (Sumatra, Borneo)
- Nusatidia camouflata Deeleman-Reinhold, 2001 (Tailàndia)
- Nusatidia javana (Simon, 1897) (Java, Krakatoa)
- Nusatidia luzonica (Simon, 1897) (Filipines)
- Nusatidia manipisea (Barrion & Litsinger, 1995) (Filipines)
- Nusatidia melanobursa Deeleman-Reinhold, 2001 (Sumatra)
- Nusatidia rama Deeleman-Reinhold, 2001 (Sumatra)
- Nusatidia snazelli Deeleman-Reinhold, 2001 (Java, Sumatra)

### Pristidia
Deeleman-Reinhold, 2001
- Pristidia longistila Deeleman-Reinhold, 2001 (Borneo)
- Pristidia prima Deeleman-Reinhold, 2001 (Malàisia, Sumatra, Java)
- Pristidia secunda Deeleman-Reinhold, 2001 (Sumatra)
- Pristidia viridissima Deeleman-Reinhold, 2001 (Tailàndia fins a Borneo)

### Pteroneta
Deeleman-Reinhold, 2001
- Pteroneta saltans Deeleman-Reinhold, 2001 (Malàisia, Borneo, Sulawesi, Lesser Illes Sunda)
- Pteroneta spinosa Raven & Stumkat, 2002 (Queensland)
- Pteroneta tertia Deeleman-Reinhold, 2001 (Singapur, Borneo, Sulawesi)
- Pteroneta ultramarina (Ono, 1989) (Illes Ryukyu)

### Scopalio
Deeleman-Reinhold, 2001
- Scopalio verrens Deeleman-Reinhold, 2001 (Borneo)

### Simalio
Simon, 1897
- Simalio aurobindoi Patel & Reddy, 1991 (Índia)
- Simalio biswasi Majumder & Tikader, 1991 (Índia)
- Simalio castaneiceps Simon, 1906 (Índia)
- Simalio lucorum Simon, 1906 (Sri Lanka)
- Simalio percomis Simon, 1906 (Índia)
- Simalio petilus Simon, 1897 (Filipines)
- Simalio phaeocephalus Simon, 1906 (Sri Lanka)
- Simalio rubidus Simon, 1897 (Trinidad)

### Tixcocoba
Gertsch, 1977
- Tixcocoba maya Gertsch, 1977 (Mèxic)